# Elvis Merzļikins
Elvis Merzļikins (* 13. April 1994 in Riga) ist ein lettischer Eishockeytorwart, der seit März 2019 bei den Columbus Blue Jackets in der National Hockey League unter Vertrag steht.

## Karriere
Merzļikins spielt im Butterfly-Stil. Er kam im Alter von 15 Jahren in die Schweiz und spielte ab der Saison 2009/10 bei den Junioren des HC Lugano. Sein Debüt in der damaligen National League A hatte er am 28. September 2013 beim 2:1-Sieg gegen den Lausanne HC. Er konnte sich bald etablieren und wurde bei den Swiss Ice Hockey Awards als bester Nachwuchsspieler der Saison 2013/14 ausgezeichnet. Beim NHL Entry Draft 2014 zogen ihn die Columbus Blue Jackets in der dritten Runde an 76. Stelle.
In den Playoffs der Saison 2015/16 war Merzļikins maßgeblich daran beteiligt, dass der HC Lugano erstmals seit 2006 in den Final gegen den SC Bern einzog. Seine Fangquote von 93,58 % in 15 Playoff-Spielen war die beste aller NLA-Torhüter. Dennoch ging die Finalserie mit 1:4 verloren. Über die gesamte Saison 2016/17 hinweg lag die Fangquote mit 93,09 % nur unwesentlich tiefer. Beim Spengler Cup 2016 wurde Merzļikins ins All-Star-Team berufen.
Nach sechs Jahren im Profibereich des HC Lugano unterzeichnete Merzļikins im März 2019 einen Einstiegsvertrag bei den Columbus Blue Jackets aus der National Hockey League. Die im Entry Draft 2014 erworbenen Rechte an ihm waren zu diesem Zeitpunkt jedoch bereits ausgelaufen. Bei den Jackets füllte er die Lücke, die der Abgang von Sergei Bobrowski hinterlassen hatte, und kommt seither regelmäßig als Backup von Joonas Korpisalo zum Einsatz. In der Saison 2019/20 erreichte er als Rookie eine Fangquote von 92,3 %, einen Gegentorschnitt von 2,35 sowie fünf Shutouts, sodass man ihn ins NHL All-Rookie Team berief. Zur Spielzeit 2020/21 etablierte er sich schließlich im Aufgebot der Blue Jackets, wobei er etwa gleich viel Einsatzzeit wie Joonas Korpisalo erhielt.
In der Folge unterzeichnete Merzļikins im September 2021 einen neuen Fünfjahresvertrag in Columbus, der ihm mit Beginn der Saison 2022/23 ein durchschnittliches Jahresgehalt von 5,4 Millionen US-Dollar einbringen soll. In der anschließenden Spielzeit 2021/22 setzte er sich im internen Konkurrenzkampf gegen Korpisalo durch, sodass er mit 59 bestrittenen Partien klar zum Stammtorhüter der Blue Jackets avancierte.

### International
Als Mitglied der lettischen U20-Nationalmannschaft nahm Merzļikins an den U20-Weltmeisterschaften 2012 und 2013 teil. Bei der Weltmeisterschaft 2016 wurde er zum ersten Mal in die lettische Nationalmannschaft berufen. Sein Länderspieldebüt hatte er am 6. Mai 2016 in Moskau, als Lettland 1:2 gegen Schweden in der Overtime verlor. Er spielte auch bei der Weltmeisterschaft 2017.

## Erfolge und Auszeichnungen
| - 2014 NLA-Youngster of the Year - 2016 Jacques Plante Trophy - 2016 Spengler Cup All-Star-Team | - 2018 Jacques Plante Trophy - 2018 Lettlands Eishockeyspieler des Jahres - 2020 NHL All-Rookie Team |

### International
- 2011 Aufstieg in die Top-Division bei der U18-Junioren-Weltmeisterschaft der Division I, Gruppe A
- 2011 Bester Torwart der U18-Junioren-Weltmeisterschaft der Division I, Gruppe A

## Karrierestatistik
Stand: Ende der Saison 2024/25

### International
Vertrat Lettland bei:
| - U18-Junioren-Weltmeisterschaft der Division I 2011 - U20-Junioren-Weltmeisterschaft 2012 - U18-Junioren-Weltmeisterschaft 2012 - U20-Junioren-Weltmeisterschaft 2013 - U20-Junioren-Weltmeisterschaft der Division IA 2014 - Weltmeisterschaft 2016 | - Qualifikationsturnier für die Olympischen Winterspiele 2018 - Weltmeisterschaft 2017 - Weltmeisterschaft 2018 - Weltmeisterschaft 2019 - Weltmeisterschaft 2022 - Weltmeisterschaft 2024 |

(Legende zur Torhüterstatistik: GP oder Sp = Spiele insgesamt; W oder S = Siege; L oder N = Niederlagen; T oder U oder OT = Unentschieden oder Overtime- bzw. Shootout-Niederlage; Min. = Minuten; SOG oder SaT = Schüsse aufs Tor; GA oder GT = Gegentore; SO = Shutouts; GAA oder GTS = Gegentorschnitt; Sv% oder SVS% = Fangquote; EN = Empty Net Goal; 1 Play-downs/Relegation; Kursiv: Statistik nicht vollständig)